# Audan Machambet
Der Audan Machambet (kasachisch Махамбет ауданы Machambet audany, russisch Махамбетский район Machambetski rajon) ist ein Bezirk im Gebiet Atyrau in Kasachstan.

## Geografie
Der Audan Machambet liegt im Westen Kasachstans im Gebiet Atyrau. Er grenzt im Norden an den Audan Inder, im Osten an den Audan Qysylqogha und im Süden an das Gebiet der Stadt Atyrau. Im Westen grenzt der Bezirk an den Audan Isatai.
Im Süden hat der Bezirk eine Küste am Kaspischen Meer. Durch den Audan Machambet fließt der Fluss Ural, der die geografische Grenze zwischen Asien und Europa darstellt. Dadurch liegt der östliche Teil des Bezirks in Asien, der westliche Teil gehört zu Europa. Die Landschaft ist flach, der Bezirk liegt vollständig in der Kaspischen Senke und somit mehrere Meter unter dem Meeresspiegel.

## Geschichte
Der Bezirk wurde am 17. Januar 1928 als Rajon Jamanchala als einer von sechs Bezirken des neu geschaffenen Okrug Gurjew gegründet. Bereits zwei Jahre später wurde er am 23. Juli 1930 durch Beschluss des Allrussischen Zentralen Exekutivkomitees wieder aufgelöst. Der Rajon Jesbol, der Rajon Nowobogat und der Rajon Jamanchala schlossen sich zum Rajon Gurjew zusammen, dessen Zentrum die Stadt Gurjew (heute Atyrau) wurde. Kurzzeitig war der Rajon Gurjew Teil der Region Westkasachstan.
Am 15. Januar 1938 wurde die Oblast Gurjew gegründet und der ehemalige Rajon Jamanchala nun als Rajon Baksai erneut eigenständig. Zum Verwaltungszentrum wurde das Dorf Jamanchalinka (heute Machambet). 1939 wurden die westlichen Gebiete des Bezirks abgespalten und als Rajon Nowobogat erneut gegründet. Bereits 1959 wurde dieser dem Rajon Baksai wieder angegliedert.
Am 2. Januar 1963 wurde durch Dekret des Präsidiums des Obersten Rates der Kasachischen SSR der Rajon Jesbol mit dem Rajon Baksai vereinigt und in Rajon Machambet umbenannt. Benannt ist er nach Machambet Ötemissuly, einem Anführer des Widerstands gegen die russische Herrschaft im Westen des heutigen Kasachstan im 19. Jahrhundert.

## Bevölkerung
Bei der Volkszählung 1999 hatte der Audan Machambet 25.483 Einwohner. Die Volkszählung 2009 ergab für den Bezirk eine Einwohnerzahl von 29.167. Bei der letzten Volkszählung 2021 lebten 28.789 Menschen im Audan Machambet. Die Fortschreibung der Bevölkerungszahl ergab zum 1. Januar 2025 eine Einwohnerzahl von 28.919.
| Einwohnerentwicklung               | Einwohnerentwicklung | Einwohnerentwicklung | Einwohnerentwicklung | Einwohnerentwicklung | Einwohnerentwicklung | Einwohnerentwicklung | Einwohnerentwicklung |
| 1939                               | 1959                 | 1970                 | 1979                 | 1989                 | 1999                 | 2009                 | 2021                 |
| ---------------------------------- | -------------------- | -------------------- | -------------------- | -------------------- | -------------------- | -------------------- | -------------------- |
| 33.472                             | 23.179               | 31.191               | 23.204               | 64.904               | 25.483               | 29.167               | 28.789               |
| Anmerkung: Volkszählungsergebnisse |                      |                      |                      |                      |                      |                      |                      |

## Verwaltungsgliederung
Der Audan Machambet ist in neun ländliche Bezirke (kasachisch Ауылдық округ Auyldyq okrug; russisch Сельский округ Selski okrug) gegliedert (Stand: 2021).
| Ländlicher Kreis | Einwohner | Einwohner | Orte                                                |
| Ländlicher Kreis | 2009      | 2021      | Orte                                                |
| ---------------- | --------- | --------- | --------------------------------------------------- |
| Algha            | 1.859     | 2.051     | Algha                                               |
| Aqschajyq        | 1.179     | 1.128     | Aqschajyq                                           |
| Aqtoghai         | 1.147     | 1.038     | Aqtoghai, Balaorasa, Kengöris, Öteschqali Atambajew |
| Baqsai           | 2.412     | 2.189     | Jesmachan, Kösdiqora, Tangdai, Toman                |
| Beibarys         | 3.435     | 3.764     | Aqqajyng, Beibarys, Taldyköl                        |
| Jesbol           | 2.355     | 2.087     | Jengbekschil, Jesbol, Ortaqschyl                    |
| Machambet        | 9.764     | 12.441    | Machambet, Sarytoghai                               |
| Saryaischyq      | 2.562     | 2.851     | Saryaischyq, Jeski Saryaischyq                      |
| Schalghansai     | 1.246     | 1.240     | Schalghansai                                        |